# Canadaerne
Canadaerne er en fællesbetegnelse for Øvre Canada og Nedre Canada, to historiske britiske kolonier i det, der nu er Canada. De blev etableret via Konstitutionsloven fra 1791 og ophørte med at eksistere i 1841, hvor de blev slået sammen til  Provinsen Canada.
Navnene på de to kolonier afspejlede deres placering i forhold til løbet af Saint Lawrence-floden, den udmunder i Saint Lawrence-bugten:
- Nedre Canada omfattede den sydøstlige del af nutidens Québec-provins samt (indtil 1809) Labrador-regionen af nutidens Newfoundland og Labrador-provinsen.
- Øvre Canada omfattede det sydlige af nutidens Ontario-provins op til nord- og østsiden af Lake Huron og Lake Superior.

Den nordlige del af nutidens Ontario- og Québec-provinser var på den tid del af Rupert's Land.